# Lista de programas que já foram transmitidos pelo SBT
Esta é uma lista de programas que já foram transmitidos pelo SBT, o Sistema Brasileiro de Televisão, uma rede de televisão aberta brasileira, fundada em 19 de agosto de 1981 pelo empresário e animador de televisão Silvio Santos. A emissora surgiu após uma concorrência pública feita pelo governo federal, tendo sido criada a partir de concessões cassadas da extinta Rede Tupi. A rede foi fundada no mesmo dia em que o contrato de concessão foi assinado, sendo que o ato foi transmitido ao vivo pela emissora.
Em mais de quatro décadas, a emissora se destacou com novelas mexicanas, jornalísticos e, principalmente, programas de auditório. Já fizeram ou fazem parte do cast da emissora alguns dos maiores apresentadores da televisão brasileira, como Hebe Camargo, Gugu Liberato, Ratinho, Raul Gil, Silvio Santos, etc., sendo este último sendo considerado amplamente o melhor comunicador da televisão.
A lista a seguir traz programas que já foram transmitidos pela emissora mas que não fazem mais parte da programação.

## Lista

### Década de 1980
| Nome                                                                         | Exibição original       | Observação |
| ---------------------------------------------------------------------------- | ----------------------- | --- |
| Bozo                                                                         | 1980 - 1991 2013        | Programa infantil de auditório apresentado pelo palhaço americano Bozo com formato importado dos Estados Unidos. Foi cancelado em 1991 após o fim do contrato para uso do personagem e substituído pela Sessão Desenho com a personagem Vovó Mafalda. Teve uma tentativa de retorno em 2013, porém foi cancelado no mesmo ano por baixa audiência. |
| O Povo na TV                                                                 | 1981 - 1984             | Era um jornalístico de entrevistas sobre temas polêmicos e escandalosos, sendo apresentado por Wagner Montes, Christina Rocha, Mara Maravilha, etc. |
| Programa Raul Gil                                                            | 1981 - 1984 2010 - 2024 | Programa de auditório apresentado por Raul Gil. |
| Almoço com as Estrelas                                                       | 1981 - 1983             | Apresentado pelo casal Aírton Rodrigues e Lolita Rodrigues por 23 anos, por diferentes emissoras, totalizando 2.204 exibições sem interrupção. |
| Sessão Desenho                                                               | 1981 - 2007 2018 - 2019 | Foi um programa de televisão infantil de desenhos animados exibido em dois períodos. Foi o programa infantil e também, o mais longevo (antigo) da emissora, antes do Bom Dia & Companhia. |
| Sessão Meia-Noite                                                            | 1981 - 1986 2022        | Sessão de filmes que ia ao ar durante as madrugadas. Foi a primeira sessão de filmes do canal encerrando em 1986. No seu retorno em 2022 focou-se apenas em filmes dos Trapalhões. |
| Viva a Noite                                                                 | 1982 - 1992 2007        | Programa de auditório das décadas de 1980 e 1990 apresentado por Gugu Liberato e comandado pela cantora baiana Gilmelândia, em sua única temporada feita em 2007. |
| Programa Flávio Cavalcanti                                                   | 1983 - 1986             | Programa de auditório apresentado por Flávio Cavalcanti. |
| TV Powww!                                                                    | 1984 - 1989             | Programa de televisão estilo game show, exibido à tarde. |
| Porta da Esperança                                                           | 1984 - 1996             | Foi um programa líder de audiência apresentado por Silvio Santos e exibido aos domingos. Era um dos principais quadros do Programa Sílvio Santos e exibido por volta das 18h da tarde, chegando a liderar a audiência no horário. |
| TV Informátika                                                               | 1985                    | Primeiro programa de televisão sobre informática no Brasil apresentado por Levy Fidelix, veiculado inicialmente na Rede Bandeirantes e posteriormente no SBT. |
| Comando da Madrugada                                                         | 1986 - 1994             | Programa criado e apresentado por Goulart de Andrade nas madrugadas. |
| Hebe                                                                         | 1986 - 2010             | Talk-show apresentado por Hebe Camargo, originalmente apresentado por canais como RecordTV de 1966 a 1973, Rede Tupi de 1974 a 1975 e Band de 1979 a 1985, posteriormente sendo movido pra RedeTV! de 2011 a 2012. |
| Namoro na TV                                                                 | ? -?                    | Programa de encontros amorosos. |
| Oradukapeta                                                                  | 1987 - 1990             | Programa de auditório infantil matinal apresentado por Sérgio Mallandro. |
| Show Maravilha                                                               | 1987 - 1994             | Programa infantil com apresentação de Mara Maravilha. Inicialmente indo ao ar nas tardes da emissora, às 16h30, substituindo a segunda sessão do programa Bozo. |
| Cinema Como no Cinema                                                        | 1987 - 1990             | Sessão de filmes noturna que transmitia filmes sem intervalos comerciais. |
| Veja o Gordo                                                                 | 1988 - 1990             | Humorístico apresentado pelo humorista Jô Soares. Este programa era a continuação do Viva o Gordo, da Globo. |
| Jô Soares Onze e Meia                                                        | 1988 - 1999             | Late-night talk show apresentado pelo comediante Jô Soares. Inicialmente, era exibido somente de terça a sexta-feira, passando depois a ser de segunda a sexta. O programa caracterizou-se por mostrar o lado entrevistador de Jô, que, até então, era mais conhecido somente como humorista.                                                      |
| Do Ré Mi Fá Sol Lá Simony (posteriormente Do Ré Mi Fá Sol Lá Si com Mariane) | 1988 - 1990             | Programa infantil primeiramente apresentado por Simony entre 1988 e 1989, e posteriormente apresentado por Mariane entre 1989 a 1990. |
| Show da Simony                                                               | 1989 - 1990             | Programa infantil apresentado por Simony. |

### Década de 1990
| Nome                                           | Exibição original                     | Observação |
| ---------------------------------------------- | ------------------------------------- | --- |
| Mariane                                        | 1990 - 1991                           | Programa infantil apresentado por Mariane, foi cancelado em 1991 por conta da demissão da apresentadora. |
| Jornal do SBT                                  | 1991 - 2016                           | Telejornal apresentado por diversos jornalistas. |
| Festolândia                                    | 1991 1998 - 2005                      | Programa infantil que a princípio foi apresentado por Eliana marcando sua estreia como apresentadora em 1991, porém descontinuado no mesmo ano. Retornou entre 1998 até 2005 com foco apenas nos desenhos animados. |
| Topa Tudo por Dinheiro                         | 1991 - 2001                           | Programa exibido nas noites de domingo, era apresentado por Silvio Santos. "Quem quer dinheiro?" foi um dentre os vários jargões amplamente utilizados por Silvio durante a exibição do programa. No mesmo programa, surgiram os famosos "aviõezinhos" que o apresentador atira para a plateia. |
| Programa Livre                                 | 1991 - 2001                           | Programa de entrevistas voltado para o público jovem, apresentado por Serginho Groisman até 1999, quando estava em vias de ser contratado pela TV Globo. Em um breve período, diversos comunicadores da casa estiveram à frente da atração, em esquema de rodízio; e entre 2000 e 2001 foi comandado pela ex-VJ Babi Xavier. |
| Aqui Agora                                     | 1991 - 1997 2008 2025 - presente      | Foi um telejornal brasileiro de apelo popular exibido em dois períodos que marcou a história da TV brasileira. Após uma breve tentativa de retorno em 2008, o SBT acabou desistindo e cancelou o programa um mês após voltar à programação devido a baixa audiência. Para comemorar os 44 anos da emissora em 2025, o SBT voltou a apostar no formato, agora sob o comando de Dani Brandi Geraldo Luís & Marcos Pagetti. |
| Sabadão Sertanejo (posteriormente Sabadão)     | 1991 - 2002                           | Programa de auditório com atrações musicais apresentado por Gugu Liberato. |
| Cocktail                                       | 1991 - 1992                           | Programa semanal de variedades, apresentado por Luís Carlos Miele. |
| Nações Unidas                                  | 1992 - 1993                           | Game show exibido aos domingos, com equipes representando países (nações), apresentado por Gugu Liberato. |
| Play Game                                      | 1993                                  | Game show infanto-juvenil com temática de videogames apresentado por Gugu. |
| Casa da Angélica                               | 1993 - 1996                           | Programa de televisão infantil apresentado por Angélica. |
| Bom Dia & Companhia                            | 1993 - 2022 2023 2025 - presente      | Programa de televisão infantil veiculado nas manhãs da emissora. Foi o programa infantil há mais tempo em transmissão na TV brasileira, estando sob o comando de diversos apresentadores (entre 1997 e 1998, foi chamado Eliana & Cia.) e tendo passado por inúmeros formatos. Acabou em 2022, mas retornou por um curto período em julho de 2023, até voltar mais uma vez à programação em maio de 2025 num novo formato. |
| Hot Hot Hot                                    | 1994 - 1995                           | Apresentado por Silvio Santos, estreou em fevereiro de 1994. Fazia parte do Programa Silvio Santos e tinha quadros como “Hora do Chacal”, “As Cinco Mais Votadas”, “Seis Pistas”, “Jogo das Profissões’’. |
| Tentação                                       | 1994 - 2002 2007 - 2009               | O programa teve duas temporadas: a primeira foi exibida de 9 de outubro de 1994 a 7 de abril de 2002, quando foi substituído pelo Todos contra Um. |
| Em Nome do Amor                                | 1994 - 2000                           | Programa de encontros amorosos, e homenagens a artistas. |
| Cinema de Graça                                | 1994 2021 - 2022                      | Sessão de filmes. Primeiramente foi ao ar em 1994 indo em diferentes dias da semana, posteriormente retornando entre 2021 e 2022 nas madrugadas de domingo pra segunda-feira. |
| Programa Sérgio Mallandro                      | 1994 - 1995                           | Programa infantil com brincadeiras no palco e desenhos animados apresentado por Sérgio Mallandro, bem semelhante ao Oradukapeta. |
| Fim de Noite                                   | 1995 - 2008                           | Sessão de filmes que ia ao ar nas madrugadas do canal. |
| First Class                                    | 1996 - 1997                           | Programa de variedades e celebridades com a jornalista Marília Gabriela. |
| Se Rolar, Rolou                                | 1996                                  | Programa de auditório, de flertes entre jovens, apresentado por Sílvio Santos. |
| Márcia                                         | 1997 - 1998                           | Programa de auditório em que se buscava a resolução de conflitos entre os convidados, apresentado por Márcia Goldschmidt. |
| Concurso de Paródias                           | 1997                                  | Programa de auditório com convidados cantando paródias musicais, com a apresentação de Moacyr Franco. |
| Alô, Christina (ou Alô, Crystynah)             | 1997 - 1998                           | Programa de televisão apresentado pela jornalista carioca Christina Rocha. |
| Disney Club                                    | 1997 - 2000                           | Programa infanto-juvenil com desenhos animados da Disney, apresentado por Diego Ramiro, Leonardo Monteiro, Caíque Benigno, Jussara Marques e Danielle Lima. |
| Xaveco                                         | 1997 - 2001 2003 - 2004 2019 - 2020   | Programa de auditório de namoro primeiramente apresentado por Sílvio Santos e posteriormente por Celso Portioli. Foi praticamente a continuação do Se Rolar, Rolou. |
| Fantasia                                       | 1997 - 2000 2007 - 2008               | Programa interativo do tipo game show, que tinha como uma das principais atrações as dançarinas que participavam dos jogos. Teve diversos apresentadores nas diferentes fases do programa. |
| Canta e Dança, Minha Gente                     | 1999 - 2002                           | Programa comandado por Carla Perez. |
| Jogo do Milhão (posteriormente Show do Milhão) | 1999 - 2003 2009 2021 2024 - presente | Game show brasileiro de perguntas e respostas, que concedia um prêmio máximo de um milhão de reais. A atração era inicialmente apresentada por Silvio Santos, e alcançou grande sucesso de audiência no primeiro período em que esteve no ar, entre 1999 e 2003. O programa voltou à grade do SBT em 2009, mas ficou pouco tempo no ar. Foi retomado novamente em 2021, através de uma parceria com a fintech PicPay e sob o comando de Celso Portiolli. Retornou em 2024, agora sendo convertido como quadro do Programa Silvio Santos. |

### Década de 2000
| Nome                                              | Exibição original           | Observação |
| ------------------------------------------------- | --------------------------- | --- |
| Pequenos Brilhantes                               | 2000                        | Programa com apresentação de calouros mirins cantando no palco, com apresentação de Moacyr Franco. Exibido aos domingos, fazia concorrência com o Gente Inocente da TV Globo.                                                                                               |
| Fala Dercy                                        | 2000                        | Programa de auditório com esquetes apresentado pela atriz Dercy Gonçalves. |
| Casa dos Artistas                                 | 2001 - 2004                 | Apresentado por Silvio Santos, foi o primeiro reality show brasileiro composto por um grupo de celebridades disputando o prêmio principal. |
| Disney CRUJ                                       | 2001 - 2003                 | Continuação do Disney Club com um formato diferente mais próximo de um seriado. Durou até 2002, porém teve reprises até 2003. |
| A Hora Warner                                     | 2001 - 2007                 | Bloco de desenhos animados matinal focado em animações da Warner Bros.. |
| Cine Belas-Artes                                  | 2001 - 2017                 | Sessão de filmes que ia ao ar nas noites de sábado. A princípio ela foi focada em transmitir filmes bem avaliados pela crítica, porém com o tempo passou a transmitir filmes mais comerciais.                                                                               |
| Falando Francamente                               | 2002 - 2004                 | Programa de variedades e entrevistas apresentado por Sônia Abrão. |
| SBT Rural                                         | 2003 - 2006                 | Programa jornalístico matinal apresentado por Paulo Sartori, o Professor Papau, servindo como um equivalente do Globo Rural para o SBT. |
| Séries Premiadas                                  | 2003 - 2007                 | Bloco de séries que ia ao ar durante as madrugadas. Foi substituída pelo Tele Seriados em 2007. |
| Quinta No Cinema                                  | 2003 - 2006                 | Sessão de filmes que ia ao ar durante as noites de quinta-feira. |
| Charme                                            | 2004 - 2008                 | Programa de auditório apresentado por Adriane Galisteu. |
| Casos de Família                                  | 2004 - 2023 2025 - presente | Programa de televisão adaptado do programa venezuelano de mesmo nome primeiramente apresentado por Regina Volpato entre 2004 e 2009 e, posteriormente, Christina Rocha entre 2009 e 2023, voltando em 2025.                                                                 |
| Programa Cor-de-Rosa                              | 2004                        | Programa de variedades apresentado por Silvia Abravanel e Décio Piccinini. |
| Family Feud                                       | 2005 - 2006                 | Game show adaptado do programa americano de mesmo nome e apresentado por Silvio Santos. |
| 8 e Meia No Cinema                                | 2005 - 2008                 | Sessão de filmes que ia ao ar nas noites de domingo do canal. Focava-se em filmes de grande sucesso. Foi substituído pelo Programa Silvio Santos. |
| Music Box                                         | 2005 - 2006                 | Programa apresentado por Luiza Lovefoxx e Beto Delfini nas madrugadas com foco no público jovem e videoclipes inspirado na MTV. |
| Casamento à Moda Antiga                           | 2005 - 2006                 | Reality show apresentado por Jorge Kajuru baseado no programa americano Married by America. |
| Ver para Crer                                     | 2006 - 2007                 | Programa jornalístico apresentado por Analice Nicolau, César Filho e Celso Portiolli. |
| Ídolos                                            | 2006 - 2007                 | Talent show adaptação da franquia britânica Idols tendo a participação de Arnaldo Saccomani, Carlos Eduardo Miranda, Cynthia Zamorano e Thomas Roth como jurados. Teve duas temporadas pelo SBT antes de ser movido pra Record em 2008 e substituído pelo Astros.           |
| Supernanny                                        | 2006 - 2014                 | Reality show produzido comandado pela pedagoga Cris Poli. |
| Rei Majestade                                     | 2006                        | Programa de auditório com atrações musicais de décadas anteriores, com Silvio Santos. |
| Você É Mais Esperto que um Aluno da Quinta Série? | 2007                        | Era uma versão do game show norte-americano Are You Smarter Than a 5th Grader?, criado por Mark Burnett e distribuído pela Reveille Productions. No Brasil, foi apresentado por Silvio Santos.                                                                              |
| Carrossel Animado                                 | 2007 - 2013 2015 - 2017     | Programa infantil com exibição de desenhos animados exibido nas manhãs substituindo Sessão Desenho e A Hora Warner e tendo o mesmo formato do Bom Dia & Cia. e diversos apresentadores, com maior destaque nas apresentações de Rebeka Angel e os palhaços Patati e Patatá. |
| Domingo Animado                                   | 2007 - 2010                 | Programa infantil com exibição de desenhos animados servindo como um equivalente dominical do Sábado Animado. |
| Nada Além da Verdade                              | 2008 - 2010                 | Game show exibido em duas temporadas. A primeira temporada foi apresentada por Silvio Santos e permaneceu durante mais de um ano. Já a segunda temporada foi apresentada por Ratinho.                                                                                       |
| Astros                                            | 2008 - 2013                 | Transmitido em duas temporadas. Foi apresentado por Beto Marden e Lígia Mendes na primeira temporada e André Vasco na segunda. Serviu como substituto pro Ídolos, a princípio indo ao ar como um programa sem nome.                                                         |
| Quem Manda É o Chefe                              | 2008 - 2009                 | Game show apresentado por Silvio Santos. |
| Qual é o Seu Talento?                             | 2009 - 2012                 | Talent show apresentado por André Vasco. |
| Eliana                                            | 2009 - 2024                 | Programa dominical de variedades, que foi apresentado pela cantora que leva o nome da atração. |
| Você Se Lembra?                                   | 2009 - 2010                 | Game show com artistas, de perguntas e respostas sobre seu passado, com a apresentação do comediante Zé Américo. |
| Um contra Cem                                     | 2009 - 2010                 | Game show de perguntas e respostas, com um participante respondente enfrentando 100 adversários na plateia, apresentado pelo empresário Roberto Justus. |
| Show da Gente                                     | 2009 - 2010                 | Programa de auditório com viés assistencialista, sob o comando do cantor Netinho de Paula. |

### Década de 2010
| Nome                        | Exibição original | Observação |
| --------------------------- | ----------------- | --- |
| Um Milhão na Mesa           | 2011              | Apresentado por Silvio Santos em parceria com a produtora de alimentos Nestlé. |
| Cine Família                | 2011 - 2015       | Sessão de filmes que ia ao ar nas noites de sábado geralmente focando em filmes de comédia, infantis, aventura e animação. |
| Cantando no SBT             | 2011              | Talent show musical com Priscilla Alcantara e Yudi Tamashiro. |
| Cante se Puder              | 2011 - 2013       | Talent show musical semanal, apresentado por Patrícia Abravanel e Márcio Ballas. |
| Menino de Ouro              | 2013 - 2014       | Foi um talent show tendo duas temporadas. Foi apresentado pelo ex-futebolista Paulo Sérgio, tendo Karina Bacchi como repórter e Zetti e Edmílson como técnicos e jurados.                                                              |
| Gabi Quase Proibida         | 2013 - 2014       | Programa de entrevistas apresentado por Marília Gabriela. O programa teve sua estreia na emissora no dia 26 de junho de 2013, substituindo a segunda edição do De Frente com Gabi, que também era apresentado aos domingos pela mesma. |
| Clube do Carrossel          | 2013              | Programa infantil baseado na novela Carrossel feito nos moldes do Bom Dia & Cia., que apresentava desenhos animados e indo ao ar nos finais de tardes. O programa precedeu a reprise da novela no mesmo ano.                           |
| Máquina da Fama             | 2013 - 2017       | Talent show musical apresentado por Patrícia Abravanel. |
| Famoso Quem?                | 2013              | Talent show musical com Thammy Miranda, Paulinho Serra e Lola Melnick. |
| Desenhos Pré-Escola         | 2015              | Bloco matinal de desenhos animados. |
| Sabadão com Celso Portiolli | 2015 - 2017       | Programa de auditório comandado por Celso Portiolli. |
| Mundo Disney                | 2015 - 2018       | Bloco matinal em parceria com a The Walt Disney Company focado na transmissão de desenhos animados e séries produzidas pela empresa.                                                                                                   |
| Poder em Foco               | 2018 2019 - 2021  | Era um programa de debates exibido no final das noites de domingo, abordando temas como política e empreendedorismo |
| Programa da Maisa           | 2019 - 2020       | Foi um talk show infanto-juvenil apresentado por Maisa Silva e pelo humorista Oscar Filho. |

### Década de 2020
| Nome          | Exibição original | Observação |
| ------------- | ----------------- | --- |
| Vem pra Cá    | 2021 - 2022       | Revista eletrônica apresentado por Patrícia Abravanel e Gabriel Cartolano. |
| SBT Agro      | 2023 - 2025       | Programa do tipo revista eletrônica voltada ao agronegócio. |
| Chega Mais    | 2024              | Programa do tipo revista eletrônica apresentado por Márcia Dantas, Michelle Barros, Paulo Mathias e Regina Volpato.                                                                 |
| É Tudo Nosso! | 2024 - 2025       | Programa de variedades e humorístico voltado ao público jovem, apresentado por Benjamin Back.                                                                                       |
| Circo do Tiru | 2024 - 2025       | Programa de variedades, apresentado por Tirullipa. |
| Tá na Hora    | 2024 - 2025       | Telejornal policial do SBT, era apresentado por Dani Brandi. |
| Sessão Dorama | 2025              | Sessão especial que exibia dramas sul-coreanos. Inicialmente, foi transmitido pela RedeTV! e posteriormente, foi transferido para o SBT, que exibiu o dorama Meu Amor das Estrelas. |